# كولين بونير
كولين بونير (بالإنجليزية: Colin Bonner)‏ (1 مايو 1994 في الولايات المتحدة - ) هو لاعب كرة قدم أمريكي في مركز الهجوم.

## روابط خارجية
- كولين بونير على موقع الدوري الأمريكي (الإنجليزية)
- كولين بونير على موقع قاعدة بيانات كرة القدم.إي يو (الإنجليزية)
- كولين بونير على موقع AS.com (الإسبانية)